# Ond tvilling
En Ond tvilling är en vanlig antagonist i historieberättande och legender. Protagonisten eller en god/oskyldig tredje part kan bli medveten om, eller själv träffa, en till ytan identisk varelse som har en illvillig läggning. Den onda tvillingen kan antingen försöka skada "originalet" direkt genom till exempel fysiskt våld eller indirekt genom att använda originalets identitet.

## Exempel
- Data / Lore i Star Trek: The Next Generation.